# Hanna och Lina
Hanna och Lina var en svensk musikgrupp som bestod av systrarna Hanna och Lina Hedlund. De ställde tillsammans upp i Melodifestivalen 2002 med låten Big Time Party, som kom på nionde plats.